# Game over

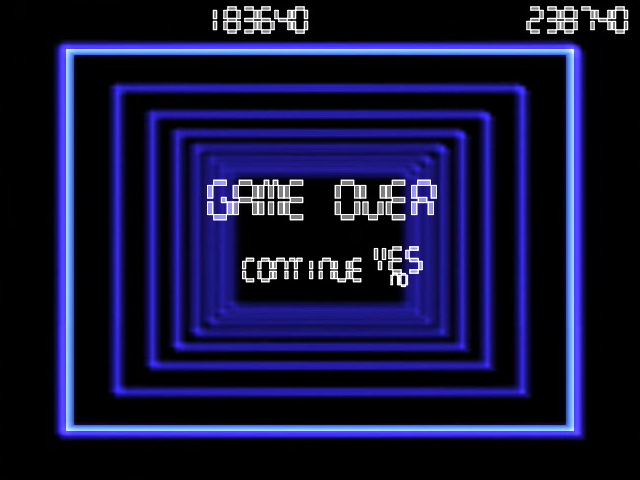
Schermata di game over nel videogioco A7xpg

Game over, espressione della lingua inglese traducibile come «partita finita», è il testo finale in diversi videogiochi, e di solito indica la sconfitta del giocatore alla fine di una partita.

## Storia
Il game over era in origine presente nelle macchine arcade delle sale giochi; in seguito, è stato introdotto anche nei giochi compatibili con piattaforme casalinghe.
L'espressione segnalava la fine del gioco, sia in caso di vittoria che in caso di sconfitta. La maggior parte dei titoli più recenti propone invece la scritta the end («fine») oppure presenta un filmato con i crediti e i titoli di coda, facendo comparire "game over" nella sola eventualità in cui il giocatore perda la partita.

## Casi particolari
In determinati videogiochi, il game over costituisce un espediente del gioco: il caso più famoso è la serie di Metal Gear. In Metal Gear 2: Solid Snake la partita prosegue anche durante il game over, mentre in Metal Gear Solid 3: Snake Eater è possibile (tramite un'apposita pillola) simulare una falsa conclusione.
Altri, come per esempio Silent Hill, oltre alla scritta propongono un breve messaggio al fine di illustrare al giocatore i propri errori o fornirgli dei suggerimenti.

## Nel linguaggio comune
L'espressione viene utilizzata anche in altri contesti, oltre a quello videoludico: principalmente nei paesi anglofoni per indicare una fine improvvisa oppure una situazione senza via di uscita.